# T.R.I.P. (album Pięć Dwa Dębiec)
T.R.I.P. – debiutancki album studyjny polskiego duetu hip-hopowego Pięć Dwa w pełnym składzie, wydany 30 października 2009 roku nakładem oficyny My Music. 
W lutym 2010 roku płyta została nominowana w plebiscycie Podsumowanie 2009 serwisu Poznanskirap.com w kategorii album roku. Natomiast w lipcu tego samego roku płyta uzyskała nominację do nagrody Superjedynki w kategorii "Płyta hip hop". 

## Lista utworów
Opracowano na podstawie materiału źródłowego.
1. "T.R.I.P." (produkcja: Deep, gitara: Krzysztof Wójtowicz) - 2:54
2. "Spadłem" (produkcja: Deep, gitara: Krzysztof Wójtowicz, scratche: DJ Wu, gościnnie: Anna Berni) - 3:48
3. "Odblokuj" (produkcja: Deep, gitara: Krzysztof Wójtowicz) - 3:40
4. "Siła nocnych koszmarów" (produkcja: Deep, gitara: Krzysztof Wójtowicz, scratche: DJ Wu) - 4:11
5. "Grawitacja" (produkcja: Deep, Bobik, scratche: DJ Wu) - 4:14
6. "Gdzie Ty jesteś" (produkcja: Deep) - 3:36
7. "Zbyt dużo" (produkcja: Deep, gitara: Krzysztof Wójtowicz, gościnnie: Chupa) - 3:41
8. "Bellissimo" (produkcja: Deep) - 5:06
9. "Uciekamy" (produkcja: Deep, scratche: DJ Wu) - 4:21[A]
10. "To miasto" (produkcja: Zova, scratche: DJ Wu, gościnnie: Allyawan) - 4:22
11. "Bezsenność" (produkcja: Deep, gitara: Krzysztof Wójtowicz, scratche: DJ Wu, gościnnie: Chupa) - 5:04
12. "Papieros cz. 2" (produkcja: Deep, scratche: DJ Wu, gościnnie: Krzysztof Powalisz Swing Combo w składzie:
gitara basowa: Włodzimierz Florkowski, perkusja: Piotr Jaraszewski, flet i saksofon: Leszek Kotlicki, fortepian: Krzysztof Powalisz) - 6:28

Notatki
- A^ W utworze wykorzystano sample z piosenki "A Change Is Gonna Come" w wykonaniu Sama Cooke'a[7].